# Cornerstone (Arctic Monkeys)
Cornerstone è il secondo singolo estratto dal terzo album degli Arctic Monkeys Humbug, pubblicato il 16 novembre 2009.

## Video musicale
Il video musicale, diretto da Richard Ayoade, che già lavorò per loro con i video di "Fluorescent Adolescent", "Crying Lightning" e al DVD "At the Apollo", mostra il cantante Alex Turner che canta la canzone da solo in una stanza bianca per l'intera durata del video, mentre gli altri membri della band non vi compaiono.

## Tracce
10", download digitale MP3
- "Cornerstone" - 3:20
- "Catapult" - 3:28
- "Sketchead" - 2:02
- "Fright Lined Dining Room" - 3:26

7"
- "Cornerstone" - 3:20
- "Catapult" - 3:28